# Л’Абержеман-Клемансья
Л’Абержеман-Клемансья (фр. L’Abergement-Clémenciat) — коммуна во французском департаменте Эн, округ Бурк-ан-Брес, кантон Шатийон-сюр-Шаларон.

## Географическое положение
Коммуна лежит на берегу реки Шаларон в Брессе, в 50 км севернее Лиона.

## Население
Население коммуны на 2010 год составляло 784 человека.
| 1962 | 1968 | 1975 | 1982 | 1990 | 1999 | 2010 |
| ---- | ---- | ---- | ---- | ---- | ---- | ---- |
| 407  | 347  | 368  | 477  | 579  | 728  | 784  |

## Достопримечательности
- старинный замок (построен в 1700 г.)
- старинные здания в центре коммуны
- церковь